# 한국유기농업학회
한국유기농업학회는 유기농업에 관한 이론과 정책 및 역사를 연구하고, 그 연구내용을 널리 보급하여 유기농업 발전에 기여함을 목적으로 설립된 대한민국의 학술단체이다. 사무실은 서울특별시 중구 새문안로 16 (충정로1가)에 있다.

## 연혁
- 1991년 12월 : 한국유기농업학회 설립
- 2003년 7월 : (사)한국유기농업학회 법인등록
- 2004년 7월 : 홈페이지 개설
- 2005년 7월 : 2005 울진세계친환경농업엑스포 국제학술컨퍼런스 주관
- 2010년 8월 : 한국유기농업학회 창립20주년 기념 한일(韓日)유기농업학회 공동 심포지엄

## 주요 사업
- 연구결과에 대한 학술회지, 기술정보지 및 관련도서의 발행
- 학술연구발표회 및 공개강좌의 개최
- 유기농업 연구분야의 실증적 조사 분석 및 기술 보급, 홍보
- 국제간의 학문교류와 정보교환
- 회원상호간 친목도모와 협력
- 기타 본 회의 목적달성을 위하여 필요하다고 인정되는 사업